# انس العوضات
انس العوضات (عربی: انس العوضات؛ زادهٔ ۲۹ مهٔ ۱۹۹۸) بازیکن فوتبال اهل اردن است.
وی همچنین در تیم‌های ملی فوتبال زیر ۲۳ سال اردن و اردن بازی کرده‌است.